# Jacques Passy
Jacques Antonio Passy Kahn (Ciudad de México, México; 30 de septiembre de 1975) es un entrenador de fútbol mexicano. Actualmente dirige a la selección de Antigua y Barbuda.

## Trayectoria

### Inicios
Passy cuenta con credenciales de entrenador de la Federación Mexicana de Fútbol y la Federación Peruana de Fútbol, además de haber realizado cursos especializados en la KNVB neerlandesa. En 2006, asumió al frente de Dorados de Sinaloa, que ascendió a la Liga MX, convirtiéndose en el entrenador más joven de la máxima categoría.
Asimismo, ha ocupado otros cargos, como el de entrenador del Deportivo Israelita y presidente de la Universidad Johan Cruyff de México, donde ha formado a más de 400 entrenadores. En este puesto, colaboró estrechamente con equipos latinoamericanos en consultoría y formación. Además, forjó vínculos estrechos con numerosos clubes, como las Chivas de Guadalajara, el Club América y el Maccabi Tel Aviv.

### San Cristóbal y Nieves
En mayo de 2015 fue nombrado entrenador de la selección de San Cristóbal y Nieves, con el objetivo de dirigir las eliminatorias mundialistas hacia Rusia 2018. En el mes de noviembre, el seleccionado viajó a Europa para disputar partidos contra Andorra y Estonia, los primeros encuentros de la historia del país contra rivales europeos. Devaughn Elliott marcó el único gol de la victoria por 1-0 sobre Andorra, la primera victoria europea del conjunto americano. En marzo de 2019, anunció su salida después de no clasificar a la Copa Oro de la Concacaf.

### República Dominicana
En agosto de 2020, fue nombrado entrenador de la selección sub-23 de República Dominicana para dirigirla en el Preolímpico de Concacaf 2020. Poco después, también quedó a cargo del selección absoluta. En junio de 2021, se oficializó su salida del cargo tras la expiración de su contrato.

### Antigua y Barbuda
Luego de un paso como técnico del Club de Cuervos en las Américas Kings League, el 4 de abril de 2025, asumió al frente de la selección de Antigua y Barbuda.

## Clubes
| Equipo                              | País                   | Año           |
| ----------------------------------- | ---------------------- | ------------- |
| Dorados de Sinaloa                  | México                 | 2006          |
| Selección de San Cristóbal y Nieves | San Cristóbal y Nieves | 2015-2018     |
| Selección de República Dominicana   | República Dominicana   | 2020-2021     |
| Selección de Antigua y Barbuda      | Antigua y Barbuda      | 2025-presente |